# Ole Nydahl

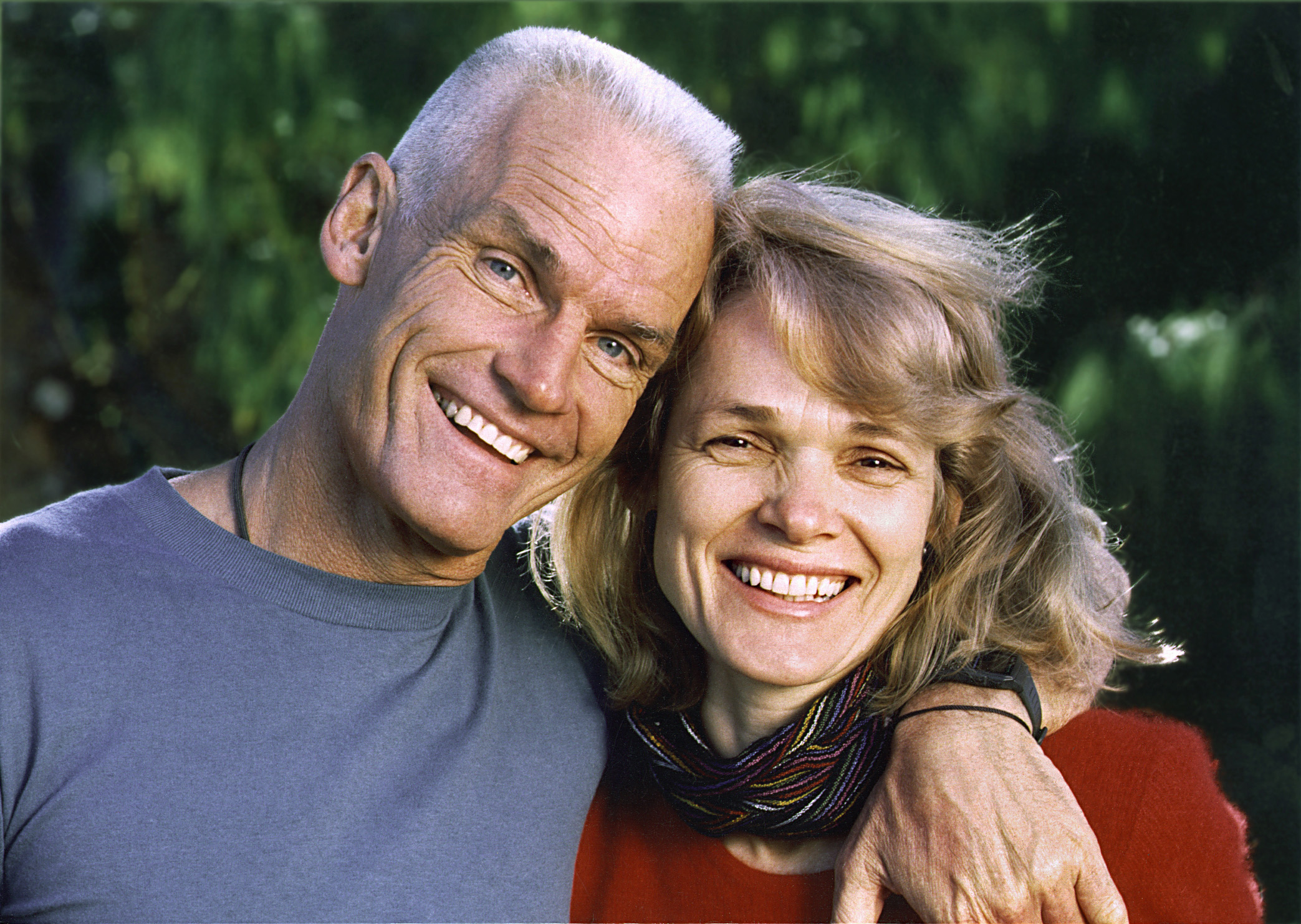
Ole Nydahl z żoną Hannah

Ole Nydahl (ur. 19 marca 1941 w  Kopenhadze) – jedna z pierwszych osób z Zachodu wykształcona jako nauczyciel medytacji w odłamie szkoły Karma Kagyu, jednej z czterech głównych szkół buddyzmu tybetańskiego działającej pod przewodnictwem XVII Karmapy Trinleja Taje Dordże. W znacznym stopniu przyczynił się do przeniesienia buddyzmu na Zachód, w tym również do Polski. Od początku lat 70. przez większą część roku lama Ole Nydahl podróżuje dookoła świata wygłaszając wykłady i prowadząc kursy medytacyjne. Wraz ze swoją żoną Hannah Nydahl (zm. 2007) założył 626 świeckich ośrodków buddyzmu Diamentowej Drogi tybetańskiej linii Karma Kagyu. Jest autorem kilkunastu książek o buddyzmie przetłumaczonych na niemal 30 języków, w tym 10 książek w języku polskim.

## Lata młodości i edukacja
Ole Nydahl urodził się w Kopenhadze i dorastał w Danii. W 1961 po odbyciu skróconej służby wojskowej w duńskiej armii rozpoczął studia filozoficzne oraz dodatkowo anglistykę i germanistykę na Uniwersytecie Kopenhaskim, gdzie na obowiązkowym egzaminie filozoficznym tzw. Examen philosophicum uzyskał najwyższą ocenę. Jego nieukończona praca doktorska nosiła tytuł Drzwi percepcji Aldousa Huxleya. Literaturę angielską i niemiecką studiował również na Uniwersytecie Eberharda i Karola w Tybindze oraz Uniwersytecie Ludwika i Maksymiliana w Monachium, a także w Stanach Zjednoczonych. W 1966 związał się ze swoją przyszłą żoną Hannah. W trakcie studiów uprawiał boks i obracał się w kręgach kopenhaskich hippisów. Zażywał wówczas narkotyki (m.in. haszysz i LSD). W 1968 poślubił Hannah i wybrał się wraz z nią w podróż poślubną do Nepalu, gdzie po raz pierwszy zetknął się z buddyzmem tybetańskim. Po powrocie Ole i Hannah Nydahl zostali aresztowani za przemycanie haszyszu; Nydahl spędził kilka miesięcy w więzieniu. Dziś Ole Nydahl zdecydowanie ostrzega przed niebezpieczeństwem związanym z używaniem narkotyków.

## Aktywność buddyjska

### Edukacja
Spotkanie buddyjskich nauk i mistrzów było wielkim przełomem w życiu Olego i Hannah. Ich pierwszym buddyjskim nauczycielem był wielki mistrz szkoły drukpa – Lopon Tseczu Rinpocze. W trakcie drugiej wyprawy do Nepalu, w grudniu 1969 Ole i Hannah zostali jednymi z pierwszych zachodnich uczniów XVI Karmapy Rangdziung Rigpe Dordże, mistrza medytacji i głowy szkoły Karma Kagyu. Przez następne trzy lata pobierali nauki m.in. u Kalu Rinpocze, XIV Szamarpy Mipama Cieki Lodro, Lopona Tseczu Rinpocze, Dziamgona Kongtrula Rinpocze. W 1970 wraz z Hannah zarzucił zażywanie narkotyków. W 1972 Karmapa poprosił ich, jako pierwszych ludzi z Zachodu, żeby oboje powrócili do Europy i założyli tam w jego imieniu ośrodki Karma Kagyu. Po audiencji u królowej Danii Małgorzaty II w 1973 w Kopenhadze powstał pierwszy z ośrodków dharmy. W październiku tego samego roku odwiedził go XIV Dalajlama Tenzin Gjaco. W trakcie następnych podróży do Nepalu poznał kolejne techniki medytacyjne, w tym praktykę przenoszenia świadomości Poła.
Otrzymane inicjacje i nauki:
- bezpośrednie inicjacje i nauki od XVI Karmapy Rangdziung Rigpe Dordże i innych mistrzów szkoły Karma Kagyu.
- inicjacje Czarnej Korony (tyb. Wadżra Mukut) od XVI Karmapy Rangdziung Rigpe Dordże.
- Mahamudra (Wielka Pieczęć, tyb. Chag Chen – najwyższy pogląd buddyjski na naturę umysłu) od XVI Karmapy Rangdziung Rigpe Dordże.
- Kagyü Ngagdzö – zbiór „Skarby najważniejszych przekazów Linii Karma Kagyu” od XVI Karmapy (1976) i Kongtrula Rinpocze (1989).
- Obietnica Bodhisattwy (obietnica, aby stać się oświeconym dla pożytku wszystkich czujących istot) od Szamara Rinpocze, drugiego najwyższego lamy Karma Kagyu (1970).
- 4 Podstawowe Praktyki (Nyndro) od Kalu Rinpocze (1970–1971)
- Kalaczakra (Inicjacja Koła Czasu) od Kalu Rinpocze, Tengi Rinpocze (1985), Dalajlamy (1985 i 2002), Lopona Tseczu Rinpocze (1994), Beru Czientse Rinpocze (2009) i Sakji Trizin (2010).
- Poła (Praktyka Świadomego Umierania) od Ajanga Rinpocze (1972).
- Chik Tsche Kun Drol (zbiór inicjacji Kagyu) od Tengi Rinpocze.
- Rinczen Terzo (Przekaz – Skarby Ningma) od Kalu Rinpocze (1983).
- oraz wiele więcej inicjacji i nauk od powyższych nauczycieli, jak również od Dilgo Czientse Rinpocze, Dzialtsaba Rinpocze, Tulku Rinpocze, Urdziena Bokara Rinpocze, Gjaltrula Rinpocze i innych.

### Nauczanie
W następnych latach Ole Nydahl założył na całym świecie ponad sześćset świeckich ośrodków medytacji, głównie w Europie, Rosji i USA, które nieustannie odwiedza. Do dziś prowadzi tryb życia podróżującego nauczyciela, prowadząc wykłady i kursy medytacyjne, często codziennie w innym mieście. Regularnie, kilka razy w roku odwiedza też Polskę, gdzie założył ponad sześćdziesiąt ośrodków wadżrajany. W 1983 otrzymał od Szamara Rinpocze (drugiego w hierarchii lamy linii kagyu) oficjalny tytuł lamy, mimo braku odbycia tradycyjnego, trzyletniego odosobnienia.
Jako nauczyciel jest zwolennikiem przekazywania Dharmy w sposób dostosowany do stylu życia na Zachodzie. Ośrodki zakładane przez niego mają świecki charakter. Uwielbia szybką jazdę na motocyklu, bungee i skoki spadochronowe, z których nie zrezygnował nawet po ciężkim wypadku w 2003.
Ole Nydahl co roku udziela kilku lub kilkunastu kursów Poła zgodnie z otrzymanym przekazem - przekazywanie tej praktyki stało się jego specjalnością. Nydahl jest najważniejszym nauczycielem tej praktyki w zachodnim świecie. Od lat 90 do chwili obecnej ponad 80 000 osób na całym świecie nauczyło się praktyki Poła pod wskazówkami Ole Nydahla. Poza kursami Poła Ole Nydahl prowadzi m.in. kursy Wielkiej Pieczęci (skr. Mahamudra).
W 1999 roku Lama Ole Nydahl, Hannah Nydahl, Caty Hartung i Buddhistischer Dachverband Diamantweg (organizacja zrzeszająca ponad 100 ośrodków buddyzmu Diamentowej Drogi w Niemczech) założyli fundację charytatywną Buddhismus Stiftung Diamantweg. Lama Ole Nydahl oddaje cały swój dochód z działalności intelektualnej na cele tej organizacji.
Ole Nydahl jest jednym z najbardziej znanych nauczycieli wspierających Taje Dordże w kontrowersji dotyczącej rozpoznania XVII Karmapy. W 2000 roku Lama Ole Nydahl zaprosił XVII Karmapę Trinleja Taje Dordże do Europy. Siedemnastoletni wówczas Karmapa został powitany przez sześć tysięcy uczniów w Düsseldorfie (Niemcy). Podczas swojego pobytu Karmapa udzielił inicjacji i wygłosił wiele wykładów.
W 2003 roku Lama Ole Nydahl wraz z 72 uczniami z 36 różnych krajów udał się do Bhutanu na zaproszenie Lobpyna Tseczu Rinpocze. Podróżujący spotkali się z Je Kempo, najwyższym dostojnikiem buddyjskim w Bhutanie i członkiem rodziny królewskiej.
W 2004 roku Komitet Olimpijski poprosił Lamę Ole, aby zapewnił wsparcie dla najlepszych sportowców z całego świata w „Centrum religijnym” w wiosce olimpijskiej w Atenach. Wybrany przez Lamę Ole międzynarodowy zespół nauczycieli buddyjskich mówiących w siedmiu językach zajmował się sportowcami przez kilka tygodni.

### Stosunek do kontrowersji wokół Karmapy
Po śmierci XVI Karmapy w 1981 roku, odnaleziono dwóch kandydatów na jego następców, Trinleja Taje Dordże i Urdziena Trinleja Dordże, co doprowadziło do głębokiego podziału w szkole Karma Kagyu. Ole Nydahl wraz z XIV Szamarpą, który jest jednym z czterech dzierżawców linii wskazanych do rozpoznawania reinkarnacji XVI Karmapy, wsparli Trinleja Taje Dordże. Większość europejskich ośrodków Karma Kagyu - zarówno te założone przez Hannah i Ole Nydahlów (obecnie 629) jak i przez XIV Szamarpę – popiera XVII Karmapę Trinleja Taje Dordże.
Drugi kandydat, Urdzien Trinlej Dordże, został rozpoznany przez 16 Karmapę za sprawą pozostawionego listu. Potwierdzenia udzielił m.in. Tenzin Gjaco, XIV Dalajlama, zwierzchnika linii Gelug. Dalajlama poparł kandydaturę Urdzien Trinlej Dordże na Karmapę po tym jak poprosiło go o to dwóch innych dzierżawców linii: Tai Situ Rinpocze oraz Gjaltsab Rinpocze. Jednakże zwolennicy Trinleja Taje Dordże uważają, że Dalajlama nie miał prawa tego czynić twierdząc jakoby nigdy wcześniej w historii tego nie robił.
Twierdzenie że Urdzien Trinlej Dordże jest Karmapą opiera się po części na liście okazanym przez Pema Tönjö Njindzie, XII Tai Situpe. Zwolennicy Urdziena Trinleja twierdzą, iż został on napisany przez XVI Karmapę i przepowiada on jak odnaleźć jego przyszłą reinkarnację. Ole Nydahl, Szamara Rinpocze i Topga Rinpocze zażądali sprawdzenia autentyczności listu przez niezależnych ekspertów, czego dokonali na podstawie kopii niemniej niż trzykrotnie, nie wykazując fałszerstwa. Tai Situ odmówił oddania oryginału, by nie naruszać świętości.
Ze względu na udział w tym sporze, Ole Nydahla aktywnie krytykowali zwolennicy Urdziena Trinleja, w tym autorzy książek Mick Brown i Lea Terhune, uczniowie Tai Situpy.

## Kontrowersje
Zdaniem przeciwników Ole Nydahla, jego styl życia, swobodny sposób prowadzenia wykładów oraz ich treść powoduje spłycanie przekazu i propagowanie "pop buddyzmu". Zarzuca się mu zbytnie odchodzenie od nauk Buddy w celu stworzenia wersji buddyzmu jak najbardziej atrakcyjnej dla człowieka Zachodu oraz główną rolę w podsycaniu kontrowersji wokół XVII Karmapy. Zwolennicy Ole odpierają te zarzuty, mówiąc o potrzebie odrzucenia bagażu kulturowego przy przenoszeniu buddyzmu na Zachód. Zwracają również uwagę, iż osoby formułujące powyższe zarzuty były kiedyś jego uczniami, a obecnie pozostają z nim w konflikcie, co należy wziąć pod uwagę przy ocenie obiektywności formułowanych przez nich ocen.
Część krytyków odmawia mu również tytułu lamy, jako że nie odbył wymaganego przez tradycję trzyletniego odosobnienia. Jednakże Ole Nydahl legitymuje się oficjalnymi dokumentami przeczącymi tym zarzutom uzyskanymi m.in. od Szamara Rinpocze oraz poparciem wielu tybetańskich lamów.
Ole Nydahl, Szamar Rinpocze i lamowie Karma Kagju będący po ich stronie odrzucili Orgjena Trinle Dordże jako Karmapę. Podczas światowej konferencji Karma Kagyu w Katmandu Dalajlamie zarzucono współpracę z komunistycznymi władzami Chin w celu opanowania szkoły Karma Kagyu.

### Stosunek do islamu
Również poglądy Ole Nydahla na temat islamu budzą niekiedy kontrowersje. Krytykuje on ten system przede wszystkim ze względu na nierówne traktowanie oraz ucisk kobiet. Ole Nydahl zastrzega, że nie wypowiada się o polityce jako lama, lecz jako “odpowiedzialny, myślący obywatel”, oraz że nikt nie może wypowiadać tego typu opinii jako buddysta, ponieważ Budda Siakjamuni nie komentował poglądów religijnych powstałych setki lat po jego śmierci. W wywiadzie online Ole Nydahl wypowiedział się w następujący sposób: 

Nie mam zastrzeżeń do judaizmu i chrześcijaństwa. Ostrzegam natomiast przed islamem. Znam Koran i uważam, że nie możemy kierować się nim w naszych współczesnych społeczeństwach.

## Życie osobiste
Ole Nydahl nie jest mnichem i z tego też powodu nie żyje w celibacie. Jego liberalne podejście do spraw seksualnych, jak również utrzymywanie kontaktów seksualnych z niektórymi swoimi byłymi uczennicami, jest przedmiotem kontrowersji. Pytany o to Ole Nydahl odpowiada: ”Nie angażuję w to relacji nauczyciel-uczeń, [...] Są buddystkami Diamentowej Drogi, ale w tej relacji nie widzę ich jako uczennic lecz jako równoprawne partnerki".
Joern Bore, profesor religioznawstwa na Uniwersytecie Aarhus, zauważa, że Ole Nydahl “z pewnością nie unika wypowiedzi, w których wyraża swoje uwielbienie dla kobiet, w szczególności dla swojej żony Hannah (zmarłej na raka płuc w 2007), ale także dla innych. Stawia go to niekiedy w konfliktowej sytuacji ze staroświeckim buddyzmem”. 
W latach 1990–2004 żył w otwartym związku z żoną Hannah i swoją uczennicą Caty Hartung, co stało się przedmiotem krytyki wśród jego przeciwników. Jednocześnie w historii zdarzały się przypadki lamów wadżrajany żyjących w otwartych związkach: Marpa Tłumacz miał dziewięć partnerek, a Padmasambhava, pięć partnerek, które były jednocześnie jego uczennicami. Sam Ole Nydahl nigdy nie ukrywał zaistniałej sytuacji, jednocześnie traktując to jako swoją osobistą sprawę, niezwiązaną z jego aktywnością na rzecz propagowania buddyzmu.

## Książki Ole Nydahla
- O śmierci i odrodzeniu[31], Wydawnictwo Czarna Owca, Warszawa 2012
- O naturze rzeczy, Wydanie II, Wydawnictwo Czarna Owca, Warszawa 2012 (I wydanie 2008)
- Budda i miłość, Wydanie II, Wydawnictwo Czarna Owca, Warszawa 2012 (I wydanie 2007)
- Buddowie dachu świata, Wydawnictwo Czerwony Słoń, Gdańsk 2004
- Bungee mądrości, Wydawnictwo Czerwony Słoń, Gdańsk 2003
- Cztery podstawowe praktyki, Wydawnictwo Czerwony Słoń, Gdańsk 2001
- Wielka Pieczęć; Wydanie II, KF Sp. z o.o., Gdańsk 2009
- Jakimi rzeczy są, Wydawnictwo 108, Gdańsk 1995
- Dosiadając tygrysa, Wydawnictwo 108, Gdańsk 1994
- 108 odpowiedzi jogina, Wydawnictwo ATEXT, Gdańsk 1993
- Moja droga do lamów, Wydawnictwo Głodnych Duchów, Warszawa 1991
- Moja Droga do Lamów, tłum. z jęz. niem. Anna Wandzilak, Kraków 1983